# Blok P
Blok P war ein Wohngebäude in Nuuk und das größte in Grönland. Die 320 Wohnungen des Gebäudes konnten bis zum Abriss 2012 etwa 1 % der gesamten grönländischen Bevölkerung, zu dieser Zeit rund 56.000 Einwohner, beherbergen.

## Bau und Anfangsjahre
Blok P war der größte einer Reihe von Wohnblöcken, die in den 1960er Jahren im Rahmen der G60-Politik in Nuuk errichtet wurden. Diese zielte als Fortsetzung der G50-Politik auf eine noch weiter verstärkte Modernisierung Grönlands, um die ehemalige Kolonie schnellstmöglich auf denselben Entwicklungsstand zu bringen wie das dänische Mutterland. Damit verbunden war eine starke Industrialisierung und Urbanisierung, die sich in der Aufgabe zahlreicher Wohnplätze sowie in der Einquartierung dieser Bevölkerungsgruppen in den Städten zeigte.
Zur Zeit seines Baus war Blok P das größte Wohngebäude im gesamten Königreich Dänemark und verfügte über für das Grönland der 1960er Jahre bemerkenswerte technologische Innovationen wie Türklingeln und fließendes Wasser in den Bädern. Als der Bau 1966 fertiggestellt wurde, schrieb die dänische Zeitung Politiken: „Jetzt leben die Grönländer besser als die Dänen.“ In den ersten Jahren gab es einen großen Ansturm auf die Wohnungen und die Bewohner waren stolz auf ihren modernen Wohnsitz. Die Inspiration war der Stil von Le Corbusier und die Materialien waren die besten der damaligen Zeit, mit dem idealistischen Ausgangspunkt einer modernen und funktionalen Konstruktion, die ein ideales Umfeld für Menschen mit Licht und Raum bieten sollte.

## Probleme und Verkommen zum Slum
Die Innenmaße und der Grundriss der Wohnungen erwiesen sich jedoch als ungeeignet für den Lebensstil der Grönländer. Die Türen und Garderoben waren zu schmal für die schwere traditionelle Winterkleidung der Inuit. Angelausrüstung, die auf den Balkonen platziert wurde, blockierte die Notausgänge. Auch gab es Probleme mit den Abflüssen, die durch geronnenes Blut aus der Fischverarbeitung in der Badewanne verstopft waren.

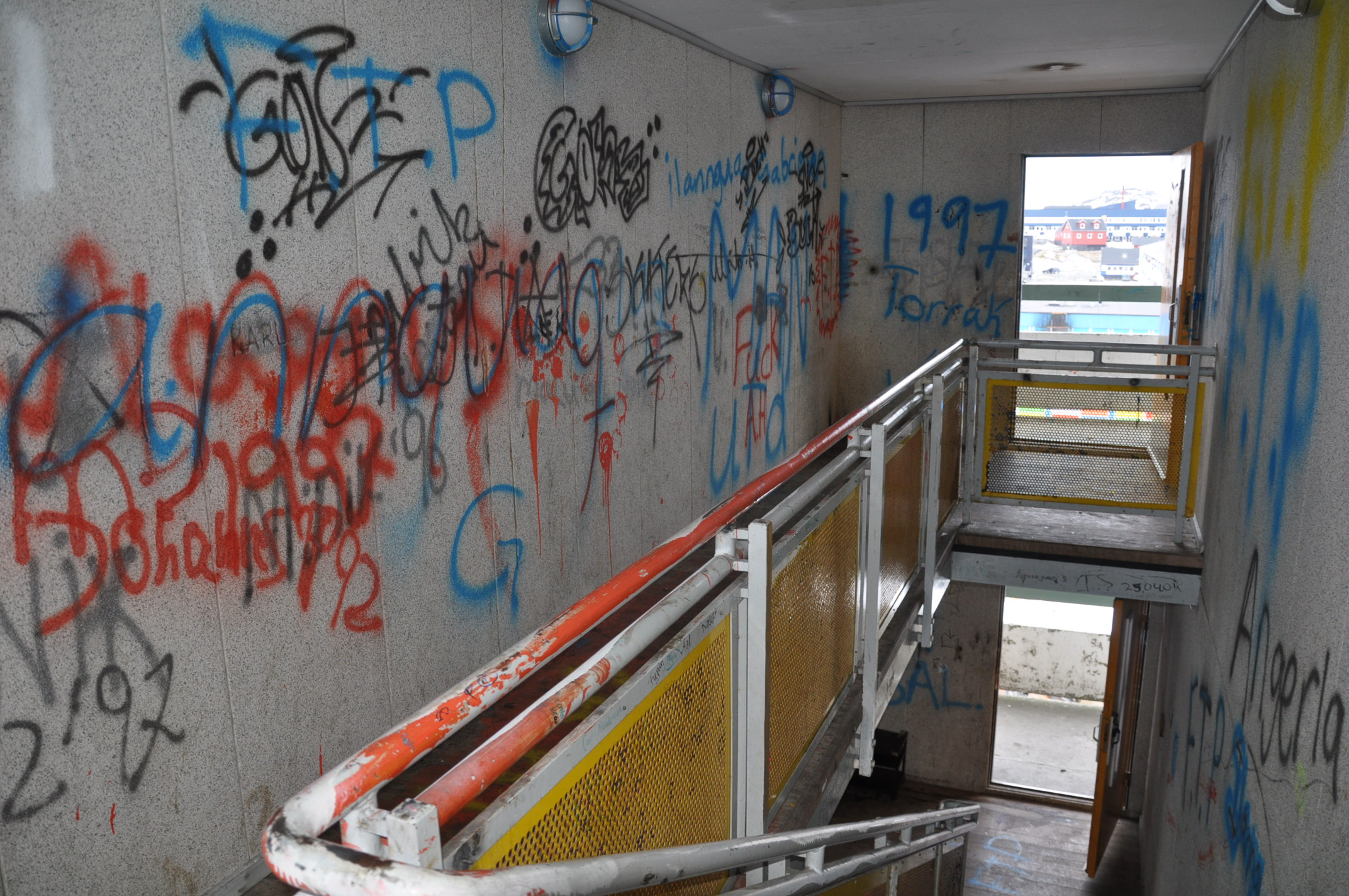
Im Treppenhaus von Blok P (2011)

In den 1970er Jahren wurden die sozialen Probleme, die aus der G60-Politik resultierten, größer und schufen ein Bewusstsein, erst bei Politikern, Psychologen, Schriftstellern und Eskimologen, dann bei der Bevölkerung selbst. Daraus entstand die politische Bewegung, aus der 1979 die Einführung der Hjemmestyre hervorging. Nun wurde alles Moderne und Dänische als Zerstörungsmittel der grönländischen Kultur und Identität angesehen. Dadurch sank auch das Ansehen des Wohnblocks, der fortan als Symbol der G60-Politik gesehen wurde. Damit einher ging der Verfall des Gebäudes, das nicht mehr gepflegt wurde. Die Bewohner, die anfangs einen starken Zusammenhalt hatten, entfremdeten sich voneinander und Blok P wurde mehr und mehr zu einem sozialen Brennpunkt.
Blok P wurde als „Schandpfahl eines Wohnungsblocks“, „dänische Beamtenlösung“ und „schrilles Zeugnis, dass die brutale Fürsorge des Modernismus bei weitem nicht ausreichend ist, wenn man Wohnungen baut“ bezeichnet.

## Abriss

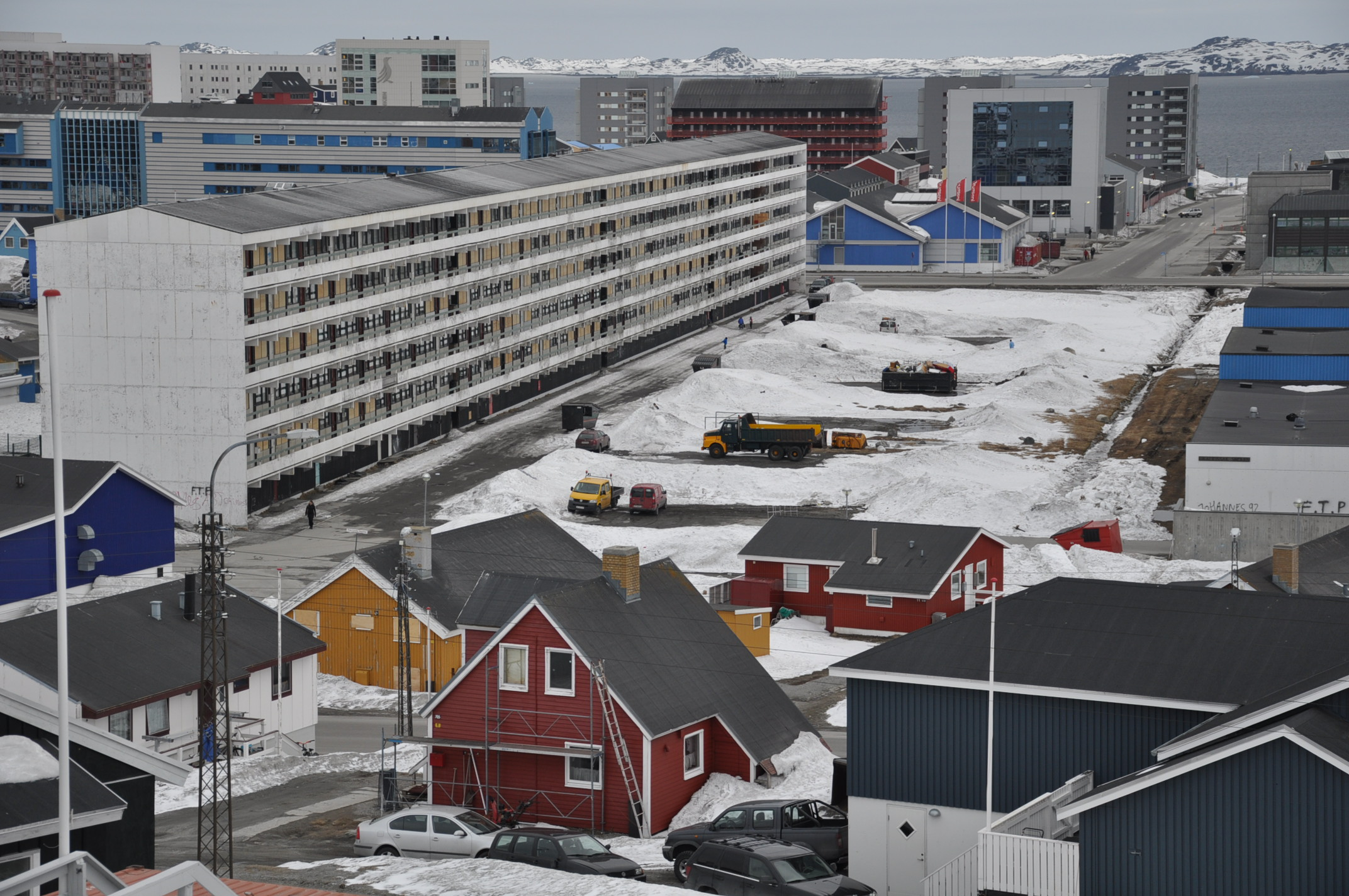
Blok P in späteren Jahren (2011)

Schließlich wurde 2010 beschlossen, den stark sanierungsbedürftigen Wohnblock abzureißen. Wegen der großen Anzahl an Bewohnern mussten erst große Baumaßnahmen im abseits gelegenen Neubaustadtteil Qinngorput vorgenommen werden.
Der Abriss von Blok P fand von April bis Oktober 2012 statt. Probleme bereitete die Bausubstanz, die PCB und Asbest enthielt. Am 19. Oktober 2012 wurde die letzte Fassade im Beisein zahlreicher Schaulustiger abgerissen. Sie stürzte dabei über dem Abrissbagger zusammen und begrub diesen unter sich, wobei der Baggerfahrer schwer verletzt überlebte.

## Künstlerische Verwertung
Die Nordseite des Gebäudes wurde anlässlich der Einführung der Selvstyre am 21. Juni 2009 mit der größten bekannten grönländischen Flagge geschmückt. Die Flagge, bestehend aus gebrauchten Kleidern, wurde von der aus Nuuk stammenden Künstlerin Julie Edel Hardenberg mit Hilfe von Grundschulkindern genäht.
Während des Abrisses des Gebäudes erstellte die bildende Künstlerin Rikke Diemer einen Dokumentarfilm zum Gedenken an das Leben in Blok P und installierte eine Webcam, um den Abriss Tag für Tag aufzuzeichnen. Später organisierte sie zusammen mit einer Gruppe aus der Stadt eine Ausstellung zu Blok P in Nuuks Kulturzentrum Katuaq. Der Film zu Blok P wurde anschließend 2012 auf der 13. Internationale Architektur-Biennale Venedig (2012) und auf dem Architecture+Design Film Festival gezeigt.